# Arnoldiella robusta
Arnoldiella robusta är en svampart som beskrevs av R.F. Castañeda 1984. Arnoldiella robusta ingår i släktet Arnoldiella, divisionen sporsäcksvampar och riket svampar.   Inga underarter finns listade i Catalogue of Life.